# Economista

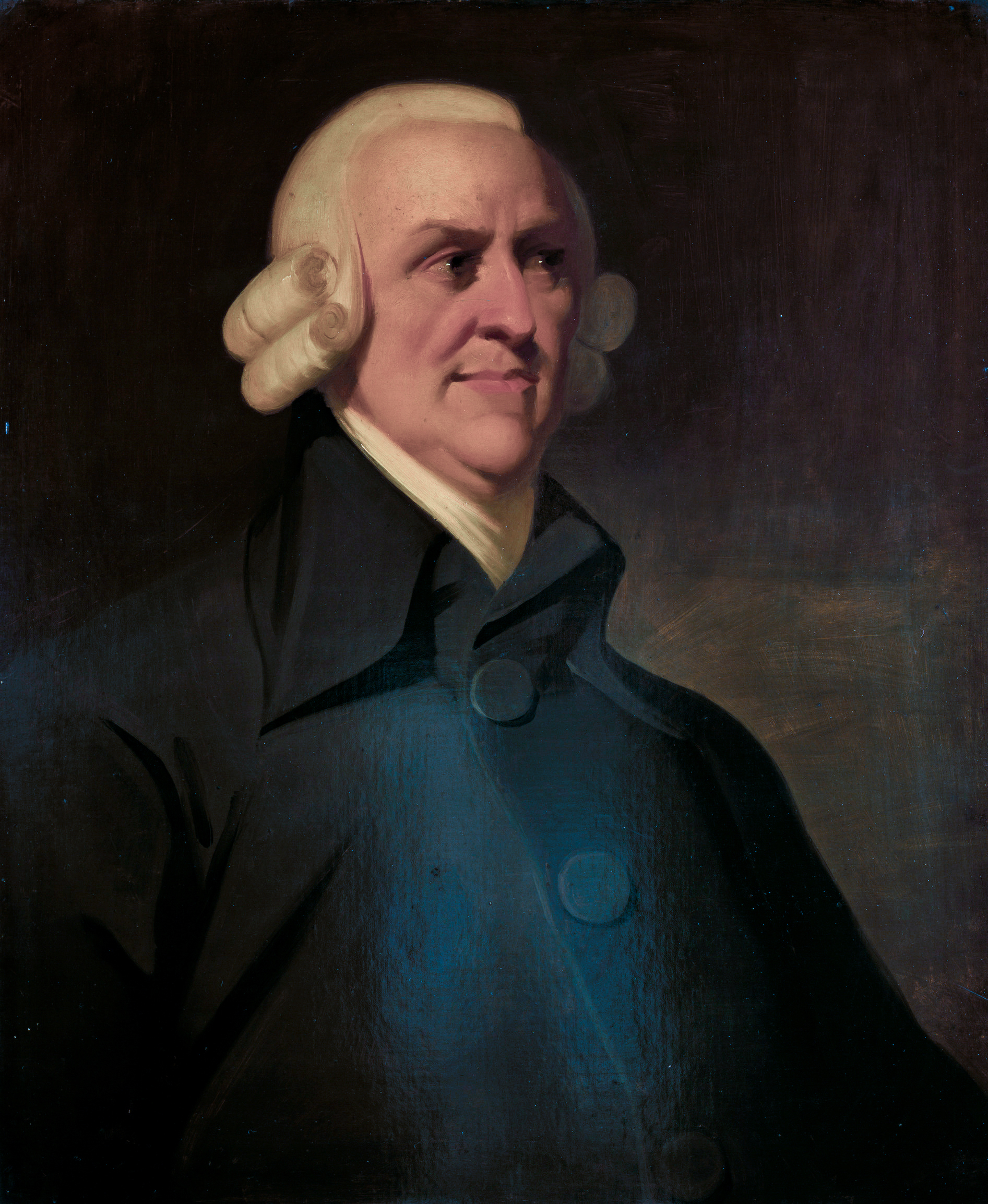
Adam Smith, autor de La riqueza de las naciones.

Un economista es aquel científico social que estudia tanto las causas como las consecuencias de los fenómenos económicos que involucran costos y beneficios, a partir de lo cual concibe, formula y prueba hipótesis y teorías, construye diversos modelos y descubre leyes que rigen la economía. La ciencia económica abordada por el economista se divide en dos grandes ramas: la macroeconomía y la microeconomía; sin embargo, existen muchos subcampos de estudio como son: la economía de la empresa, la economía de la información, la economía digital, la economía financiera, la economía laboral, la economía computacional, la economía neoinstitucional, la economía agraria, la economía ambiental, la economía política, la economía social, la economía de la educación, la economía internacional, economía del desarrollo, entre otros, que pueden ser abordados tanto teóricamente como de manera aplicada (véase economía aplicada). Para tal estudio, el economista utiliza tanto la teoría económica como un conjunto de herramientas de análisis: la econometría, la estadística, la ciencia de datos, la computación científica y la matemática aplicada.
Los economistas estudian cómo la sociedad distribuye los recursos ya que son escasos, estos son tierra, trabajo y capital, para producir bienes y servicios. Llevan a cabo la investigación, recogen y analizan datos, seguimiento de las tendencias económicas, y desarrollar las previsiones sobre una amplia variedad de cuestiones como costes de la energía, la inflación, las tasas de interés, tasas de cambio, los impuestos y los niveles de empleo, etc. Su capacidad de comprender flujos financieros, prever tendencias de mercados y administrar inversiones de manera precisa es una de sus cualidades que les permite trabajar también en cualquier área financiera.

## Origen de la profesión
La economía es una de las disciplinas más antiguas, nace con el surgimiento del ser humano, al igual que la filosofía y la política, pues la forma en que las personas satisfacen sus necesidades es una constante, de ahí el estudio de la economía. Ser economista implica gran prestigio social debido a las capacidades y habilidades que se debe poseer, además del importante objeto de estudio que es para la sociedad la cuestión del funcionamiento de la economía. Los primeros economistas se encuentran en el mundo griego antiguo, con Aristóteles (382-322 a. C.) en sus trabajos sobre el tema de la producción humana y la política. Jenofonte (431-355), el cual promovía la división del trabajo para mejorar los niveles de producción, también escribió extensamente sobre la economía ateniense en su obra Economía.
Es importante resaltar que la profesión del economista surge con la emancipación de la economía como ciencia y que esta no se circunscribe solamente al estudio del funcionamiento de una empresa sino de la economía en general.
En el siglo XVII, uno de los primeros en estudiar a la economía fue Richard Cantillon (1680-1734), quien escribió el tratado “ Essai sur la Nature du Commerce en general”. Otro filósofo e historiador escocés famoso puede ser considerado también economista David Hume (1711-1776).
La economía emerge como una ciencia moderna a partir de uno de los más grandes personajes: Adam Smith quien a través de su obra “La riqueza de las naciones” decide ver a la economía de forma separada a la política y la filosofía. De ahí surgieron varias corrientes, clásicos como David Ricardo, que estudiaron la riqueza y su relación con la producción, economistas políticos como John Stuart Mill (1806-1873), economista francés y defensor del libre comercio Jean-Baptiste Say (1767-1832), filósofo prusiano, economista político y revolucionario Karl Marx (1818-1883) defensor de la economía socialista. Los fundadores de importantes conceptos económicos entre fines del siglo XIX y mitad del siglo XX incluyen al economista austriaco Carl Menger (1840-1921), fundador de la Escuela Austríaca de Economía, y los fundadores de la moderna influencia macroeconomía teórica de John Maynard Keynes (1883-1946) economista inglés, y el laissez-faire defensor del capitalismo Milton Friedman (1912-2006).
Actualmente economistas estadounidenses bien conocidos incluyen al Premio Nobel de Ciencias Económicas del año 2008 Paul Krugman, un intelectual público, defensor de la moderna política liberal, conocido por sus descripciones de la creciente desigualdad, Jeffrey Sachs, el exasesor económico del Secretario General de las Naciones Unidas autor de “El fin de la pobreza” y el arquitecto de la terapia de choque en todos los países pobres, Alan Greenspan, el presidente anterior de la Reserva Federal.
Estos pensadores han opinado e influido sobre las sociedades, la política, la academia, y también en la forma de hacer negocios utilizando al análisis económico en sus planteamientos.

## Formación profesional o académica
La mayoría de las universidades en todos los países tienen una facultad, una escuela o un departamento de economía, donde se otorgan grados académicos o licenciaturas en Economía, con un programa que dura entre 4 a 5 años, generalmente los programas de economía son promocionados tanto por el sector público (universidades estatales), como por universidades y escuelas de negocios del sector privado. Cuando el estudiante culmina sus estudios y obtiene su título como Graduado en Economía o Licenciado en Economía, puede optar por continuar una formación más avanzada en economía o en un área de especialización cursando una maestría y/o un doctorado que equivaldría a tener un nivel de post-graduado. Los estudios de Postgrado Oficial se dividen en estudios de 2.º Ciclo y estudios de 3.er Ciclo. En el 2.º Ciclo se cursan Maestrías o Másteres Universitarios (de uno a dos años de duración) y en el 3.er Ciclo el Doctorado. En los Estados Unidos se puede obtener un BA o BS en economía (por las siglas en inglés de licenciatura), así como MA o MS en economía (por las siglas en inglés de Máster en Artes y Máster en Ciencias) y PhD (por las siglas en inglés de Philosophiae Doctor).

## Perfil del profesional
Conocimiento amplio de la realidad social en todas sus dimensiones: económica, cultural, política y gerencial. Esto implica que esté en la capacidad de tomar decisiones económicas eficaces y eficientes.
Un Economista cuenta con una amplia visión y conocimiento del problema económico humano, así como una rigurosa solvencia técnica al manejar diversas variables que se pueden dar en un problema, mediante el uso de herramientas como la estadística, la econometría, la ciencia de datos, entre otras.
Así mismo, cuenta con habilidades en otras materias, como la administración, la contabilidad, las herramientas informáticas y el idioma inglés. En los últimos tiempos, ha tomado gran relevancia la formación avanzada en economía con maestrías y doctorados.
Dado todo lo anterior, los economistas están capacitados para desempeñar una amplia variedad de funciones de análisis, investigación, gestión, asesoramiento y evaluación en los asuntos económicos en general, tanto en el ámbito público como en el privado. El mercado de trabajo les suele proporcionar oportunidades de empleo en instituciones públicas, en empresas privadas y en instituciones financieras. Un Economista puede encontrar salidas laborales como:
- Asesoría y consultoría económica de empresas privadas y públicas.
- Analista financiero en departamentos y entidades financieras.
- Analista y científico de datos económicos, dadas sus sólidas habilidades analítico-cuantitativas y el amplio conocimiento de los mercados y el consumidor.
- Analista de proyectos de inversión.
- Funcionario público de gestión, formulación y evaluación de políticas públicas.
- Funcionario de gestión e investigación en organismos multilaterales (como el FMI, el Banco Mundial, el BID, entre otros).
- Periodista y analista económico en diversos medios de comunicación.
- Docencia, investigación y gestión académica en instituciones de educación superior y think tanks.

## Ámbitos de trabajo
Su trabajo se desarrolla tanto en el ámbito público, asumiendo funciones en las distintas administraciones del Estado para las que periódicamente se convocan oposiciones basadas en su perfil profesional, como en el ámbito privado, incorporándose a instituciones financieras, servicios de estudios, consultoría, asesoramiento fiscal, etcétera. Así, pueden trabajar como economistas en los ministerios, las
consejerías de las comunidades autónomas, diputaciones, ayuntamientos u organismos públicos relacionados con ellos, o en instituciones internacionales. De igual manera, pueden asumir distintos puestos de responsabilidad en las empresas privadas. Pueden dedicarse al ejercicio libre de la profesión como asesor fiscal, por ejemplo.
También pueden incorporarse a labores docentes en instituciones de enseñanza media o universitaria, o de investigación en servicios de estudios específicos.

## Medio ambiente de trabajo
Los economistas usualmente trabajan como asesores o tomadores de decisiones. Son planificadores, analistas, expertos en temas económico-financieros o expertos en temas de política económica, tanto para organizaciones privadas como gubernamentales. Están altamente capacitados para trabajar en equipos interdisciplinarios, pero a menudo trabajan a solas, en tareas relacionadas con la redacción de informes, el análisis y visualización de datos económicos, pero también pueden ser parte de un equipo de investigación o de desarrollo de productos/servicios en diversas empresas. Muchos de ellos trabajan bajo la presión de plazos y un calendario muy apretado, lo que puede requerir tiempo extra. Su rutina puede ser interrumpida por peticiones especiales de datos y por la necesidad de asistir a las reuniones o conferencias.
Los economistas que trabajan en la consultoría económica o de investigación realizan las mismas tareas que los economistas que trabajan para las empresas. Sin embargo, los economistas en la consultoría de empresas también llevan a cabo gran parte del análisis macroeconómico y la previsión realizada en los gobiernos. Sus análisis y previsiones se publican con frecuencia en los periódicos y artículos de revistas. Otro gran empleador de los economistas es el gobierno, en donde se evalúa las condiciones económicas en el país y el extranjero para estimar los efectos de los cambios específicos en la legislación y las políticas públicas. Los economistas del gobierno asesoran a los responsables políticos en ámbitos como la desregulación de las industrias, los efectos de los cambios a la Seguridad Social, los efectos de los recortes de impuestos en el déficit presupuestario, y la eficacia de la imposición de aranceles sobre las mercancías importadas. Un economista que trabaja en gobierno estatal o local puede analizar los datos sobre el crecimiento sobre el empleo y las tasas de desempleo para proyectar las necesidades de gasto futuro. Los economistas también están empleados en la banca, las finanzas, contabilidad, comercio, marketing, administración de empresas, grupos de presión y organizaciones sin fines de lucro. Los políticos y los empresarios suelen consultar a los economistas antes de promulgar una política pública o definir planes económico-financieros; asimismo, muchos estadistas tienen un grado académico en economía.

## Campo de actuación
Los economistas trabajan en muchos campos, incluyendo la docencia, el gobierno y en el sector privado, donde utilizan los conocimientos y herramientas de análisis para aplicar en las decisiones de inversión financiera, en la optimización de recursos en función del bienestar individual, empresarial o social utiliza los datos del estudio y las estadísticas con el fin de detectar las tendencias de la actividad económica, los niveles de confianza económica, y las actitudes de los consumidores. Evalúan esta información utilizando métodos de análisis estadístico, matemáticas, ciencia de datos y hacen recomendaciones sobre cómo mejorar la eficiencia de un sistema o aprovecharse de las tendencias que empiezan.
La economía como carrera base, con especializaciones aplicadas a nivel de postgrado puede ser la mejor fórmula según el ámbito de acción que el profesional prefiera abordar. Por ejemplo, la toma de decisiones empresariales, las finanzas, la banca, el desarrollo y crecimiento económico, el medio ambiente, la descentralización, la investigación, la economía política, etcétera. En el ámbito empresarial, el economista es competente en comprender a la empresa en el contexto, político, social, económico y ambiental donde ésta se desenvuelva. Es capaz de interpretar los fenómenos económicos que pueden afectar a los mercados y a la empresa en sí. Pero también el economista a nivel técnico es capaz de analizar cuantitativamente y tomar la mejor decisión en cuanto al uso de los recursos con herramientas econométricas y de ciencia de datos, ya sea de una empresa, de su propia familia, de una comunidad, de un país o una región. El economista está capacitado para comprender cómo funciona este sistema. Puede explicar cómo son las interacciones y relaciones entre los consumidores y productores, conoce la función de la moneda tanto a lo interno de una economía como en las relaciones comerciales internacionales, el valor del dinero en el tiempo y las políticas que afectan el crecimiento económico.
Frente a las empresas, el economista utiliza ese conocimiento para la toma de decisiones financieras, la formulación de estrategias que permitan el desarrollo empresarial y el accionar en cuanto a las perspectivas de crecimiento de la empresa basándose en diferentes escenarios. Un buen economista se basa en datos y números para poder proyectar situaciones a futuro utilizando la econometría, la estadística y la ciencia de datos como herramientas de análisis. El líder empresarial conoce y comprende todo lo que sucede a lo interno y externo de su corporación y cómo su corporación influye en el entorno. Esto es lo que hace que la disciplina económica dentro de la empresa cuente con un valor agregado poco conocido y reconocido: la visión amplia de entender la economía globalmente para aplicar estrategias localmente. Para la toma de decisiones empresariales no basta en conocer únicamente los procesos internos de la misma. Es necesario saber el medio donde se desenvuelve ésta, las tendencias económicas nacionales, regionales y globales, los shocks y el comportamiento cambiante de los mercados así como las políticas públicas que influyen en la empresa. Otra ventaja importante del economista al frente de una empresa es la toma de decisiones que optimizan el uso de los recursos de la misma para alcanzar los objetivos propuestos. Esto incluye aquellos recursos intangibles tales como la experiencia adquirida sobre procesos y procedimientos, las alianzas estratégicas, las relaciones con el consumidor, y el capital humano con que se cuenta. El economista está consciente de la realidad social del entorno. Así, sus decisiones también se deben basar en la ética en los negocios y la responsabilidad social en cuanto a las consecuencias que una empresa pueda ocasionar. En tiempos de evolución y dura competencia, el economista surge como un elemento estratégico en el ámbito empresarial.

### Como científico social
El economista debe ser un conocedor de la realidad económica y social tanto nacional como internacional. Para esto, investiga y analiza los fenómenos económicos, financieros, sociales y políticos y su relación con las actividades de la producción, distribución y consumo de bienes y servicios con el fin de proponer alternativas para el uso óptimo de los recursos escasos.
Esto lo logra recurriendo a sus conocimientos teóricos y al análisis de la realidad recurriendo al instrumental de apoyo brindado por la econometría, la estadística, la ciencia de datos, el aprendizaje automático y otras herramientas de análisis, trabajando con registros de información económica y data de diferentes tamaños e interpretándolos. Enfatiza la actividad intelectual a través del pensamiento lógico-matemático, la habilidad para relacionar y evaluar datos con procesos socioeconómicos, además del pensamiento crítico de la realidad social en sentido amplio.

### Como investigador económico
Está en la formulación y proposición de políticas de desarrollo, formulación de políticas sociales, el estudio de proyectos económicos y sociales en los diversos ámbitos del desarrollo regional y local y del comercio exterior.
Estudia y maneja las funciones económicas y financieras del estado, de los gobiernos locales (regiones) y de las comunidades.
Crea y evalúa los proyectos de inversión y hace el seguimiento de su ejecución.
Realiza presupuestos económico-financieros de los organismos estatales.
Estudia los indicadores sociales y económicos del país o región.
Estudia el empleo y la inversión pública.

### En las empresas
Su objetivo es analizar el entorno económico interno y externo de la empresa, investigar y proyectar el futuro de los mercados, así como analizar al consumidor empíricamente mediante la econometría y la ciencia de datos, para lograr un efectivo posicionamiento de la empresa y un exitoso desarrollo de planes, estrategias y productos.
Percibe y anticipa los cambios que se operan en la realidad económica del país y cómo estos afectan a la empresa u organización en la que trabaja el economista, para tomar medidas efectivas que generen valor.
Está capacitado para enfrentar con eficiencia y eficacia las crecientes y diversas oportunidades de negocios que brindan los mercados, realizando análisis con métodos cuantitativos.
Como científico económico por excelencia tiene el conocimiento de las leyes que regulan la producción, distribución y consumo de los bienes y servicios, así como de la generación de la riqueza.

## Áreas de especialización
Muchos economistas se especializan en un área particular de la economía, aunque el conocimiento general de los principios económicos básicos es esencial. Microeconomistas estudian la oferta y la demanda de las decisiones de los individuos y las empresas, por ejemplo, cómo se puede maximizar los beneficios y la cantidad de un bien o servicio que los consumidores la demanda a un precio determinado.
Economistas industriales y economistas de organización estudian la estructura de mercado en términos del número de competidores en las industrias y examinar las decisiones del mercado de las empresas de la competencia y los monopolios. Estos economistas también tienen que ver con la política de defensa de la competencia y su impacto en la estructura del mercado.
Macroeconomistas y economistas financieros estudian las tendencias históricas en el conjunto de la economía y las tendencias futuras previsiones en áreas tales como el desempleo, la inflación, el crecimiento económico, la productividad y la inversión. También estudian el sistema monetario, bancario y los efectos de la evolución de los tipos de interés.
Economistas Internacionales estudian sobre los mercados mundiales y los efectos de diversas políticas comerciales como los aranceles.
Economistas laborales estudian la oferta y la demanda de la mano de obra y la determinación de los salarios. Estos economistas también tratan de explicar las razones de desempleo y los efectos de la evolución de las tendencias demográficas, como el envejecimiento de la población y la inmigración creciente, en los mercados laborales.
Economistas de las finanzas públicas estudian el papel del gobierno en la economía y los efectos de los recortes de impuestos, el déficit presupuestario y las políticas de bienestar.
Econometristas investigan todas las áreas de la economía y la aplicación de técnicas matemáticas, tales como el cálculo, la teoría de juegos, y el análisis de regresión a su investigación. Con estas técnicas, que formulan los modelos económicos que ayudan a explicar las relaciones económicas que pueden ser utilizados para desarrollar las previsiones acerca de los ciclos económicos, los efectos de un tipo específico de la inflación en la economía, los efectos de la legislación fiscal en los niveles de desempleo, y otros fenómenos económicos.

## Economista jefe
Es el economista principal que tiene la responsabilidad primaria para el desarrollo, coordinación y producción de análisis económicos y financieros. Se distingue de los demás puestos de economista pues su alcance es más amplio con relación a la responsabilidad que abarca la planificación, supervisión y coordinación de la investigación económica.
El economista principal es una clase de líder, con una responsabilidad sustancial para el ejercicio del juicio independiente en el empleo, la disciplina o dirimir las quejas de los subordinados.
Trabajan principalmente en los bancos y las instituciones gubernamentales. También son comunes en las unidades de investigación económica de los departamentos universitarios, economía, negocios, finanzas y publicaciones, y otros organismos de investigación en economía.

## Ejercicio profesional en los diversos países

### Estados Unidos de América
Según el Departamento de Trabajo de Estados Unidos, había alrededor de 15.000 economistas en los Estados Unidos en 2006. Alrededor de 400 colegios y universidades de subvención alrededor de 900 doctores nuevo en la economía de cada año. El tipo de título universitario, licenciatura, maestría o doctorado tuvo una influencia significativa en las personas una perspectiva de empleo y sueldo. Si bien el crecimiento global del empleo que esperaban los economistas sigue siendo inferior a la media nacional, la demanda de que tienen un doctorado, en especial los que trabajan en el sector empresarial, se espera que aumente a un ritmo considerablemente más rápido. Los ingresos fueron mayores para los del sector privado, seguido por el gobierno federal con las universidades y escuelas secundarias de pago de las rentas más bajas. Las políticas de asesoramiento y análisis de las tendencias económicas actuales están entre las principales responsabilidades de los economistas en los Estados Unidos.

### América Latina
En algunos países como Costa Rica, Colombia, Chile, Ecuador, Perú, Argentina, Brasil y México, la profesión está regulada por ley, y en la mayoría de los países existen colegiaturas o asociaciones de profesionales con fines de regular el ejercicio profesional o simplemente crear una organización no gubernamental que ayude a elaborar y estudiar desde el punto de vista económico a la sociedad.

### Reino Unido
El mayor grupo profesional único de los economistas en el Reino Unido son los más de 1000 miembros del Servicio Económico del Gobierno, que trabajan en 30 departamentos y organismos gubernamentales.
Análisis de encuestas de destino para los graduados de la economía de un número seleccionado de las mejores escuelas de economía en el Reino Unido (que van desde la Universidad de Newcastle a la Escuela de Economía de Londres), muestra que casi el 80 por ciento en el empleo seis meses después de graduarse - con una amplia gama de las funciones y los empleadores, incluidas las organizaciones regionales, nacionales e internacionales, a través de muchos sectores. Esta cifra se compara muy favorablemente con la situación nacional, con el 64 por ciento de los graduados de la economía en el empleo.

### España
La profesión de Economista está reglamentada por Ley y sólo podrá ser ejercitada, por quienes se hallen en posesión de los títulos de Doctor o Licenciado en Ciencias Políticas y Económicas (Sección de Economía), en Ciencias Políticas, Económicas y Comerciales (Sección de Económicas y Comerciales) y en Ciencias Económicas y Empresariales. Están facultados los Economistas para el estudio y solución técnica de los problemas de la economía general o de la Empresa, en cualquiera de sus aspectos, realizando los trabajos o misiones adecuados, emitiendo los dictámenes o informes procedentes y verificando los oportunos asesoramientos. También conocerán funciones propias del Contador y Administrador incluidas en la Clasificación Internacional Uniforme de Ocupaciones de la Oficina de Trabajo de Ginebra (O.I.T.) aceptada por España.

## Reconocimientos internacionales
El Premio del Banco de Suecia en Ciencias Económicas en memoria de Alfred Nobel (conocido popularmente como Nobel de Economía), creado por el Sveriges Riksbank en 1968, es un premio otorgado a los economistas de cada año por sus destacados aportes intelectuales en el campo de la economía. Los galardonados son anunciados en octubre de cada año. Ellos reciben sus premios (una cantidad de premios, una medalla de oro y un diploma), el 10 de diciembre, aniversario de Alfred Nobel.